# Васильев, Александр Васильевич (селекционер)
Александр Васильевич Васильев (1895—1967) — селекционер овец, доктор сельскохозяйственных наук, профессор, лауреат Сталинской премии.
Родился в с. Жабово Брянского уезда в бедной крестьянской семье. После окончания двухклассной школы и Тамбовского сельскохозяйственного училища работал участковым агрономом в Смоленской губернии.
В 1920—1925 гг. учился в Московском зоотехническом институте. 
Вся дальнейшая деятельность связана с овцеводством. Работал на Урупской, Ростово-Нахичеванской и Северо-Кавказской опытных станциях. Был первым заведующим отделом кормления Московского НИИ овцеводства, преобразованного в дальнейшем в ЕНИИО, затем во ВНИИОК (ВНИИ овцеводства и козоводства). В 1933—1936 гг. специалист Народного комиссариата совхозов СССР.
С 1936 по 1967 год работал в ВИЖ (Всесоюзный НИИ животноводства), старший научный сотрудник. С 1936 года директор Кошкинского госплемрассадника (госплемстанции) Куйбышевской области. 
Руководил работой по выведению Куйбышевской мясо-шерстной породы овец. Селекция велась скрещиванием завезённых из Англии 300 баранов длинношерстной породы ромни-марш с местными черкасскими овцами (было покрыто 20 тысяч овцематок) с последующим разведением лучших помесей «в себе». Удалось получить животных, сочетающих в себе хорошую приспособленность к местным условиям и высокую мясо-шерстную продуктивность (настриг мытой шерсти 2,1-2,3 кг).
За эту работу в 1948 году была присуждена Сталинская премия.
В 1950 году защитил докторскую диссертацию:
- Куйбышевская порода овец и методы ее выведения : дис . … д — ра с.-х. наук / А. В. Васильев . — М. , 1950. — 385 с.

В 1951—1959 гг. заведующий отделом овцеводства ВИЖ.
Создал журнал «Овцеводство» и был его первым главным редактором.
Награждён орденом Ленина, двумя орденами Трудового Красного Знамени, орденом «Знак Почёта».
Сочинения:
- Основные вопросы племенной работы в овцеводстве [Текст] / Г. Р. Литовченко, А. В. Васильев, заслуж. зоотехники РСФСР лауреаты Сталинской премии. - Москва : Сельхозгиз, 1951. - 96 с. : ил.; 20 см.
- Овцеводство [Текст] / Под ред. д-ра с.-х. наук А. В. Васильева и канд. с.-х. наук Г. Р. Литовченко. - 5-е изд., испр. и доп. - Москва : Сельхозгиз, 1957. - 296 с. : ил.; 21 см.